# Gaylen Ross

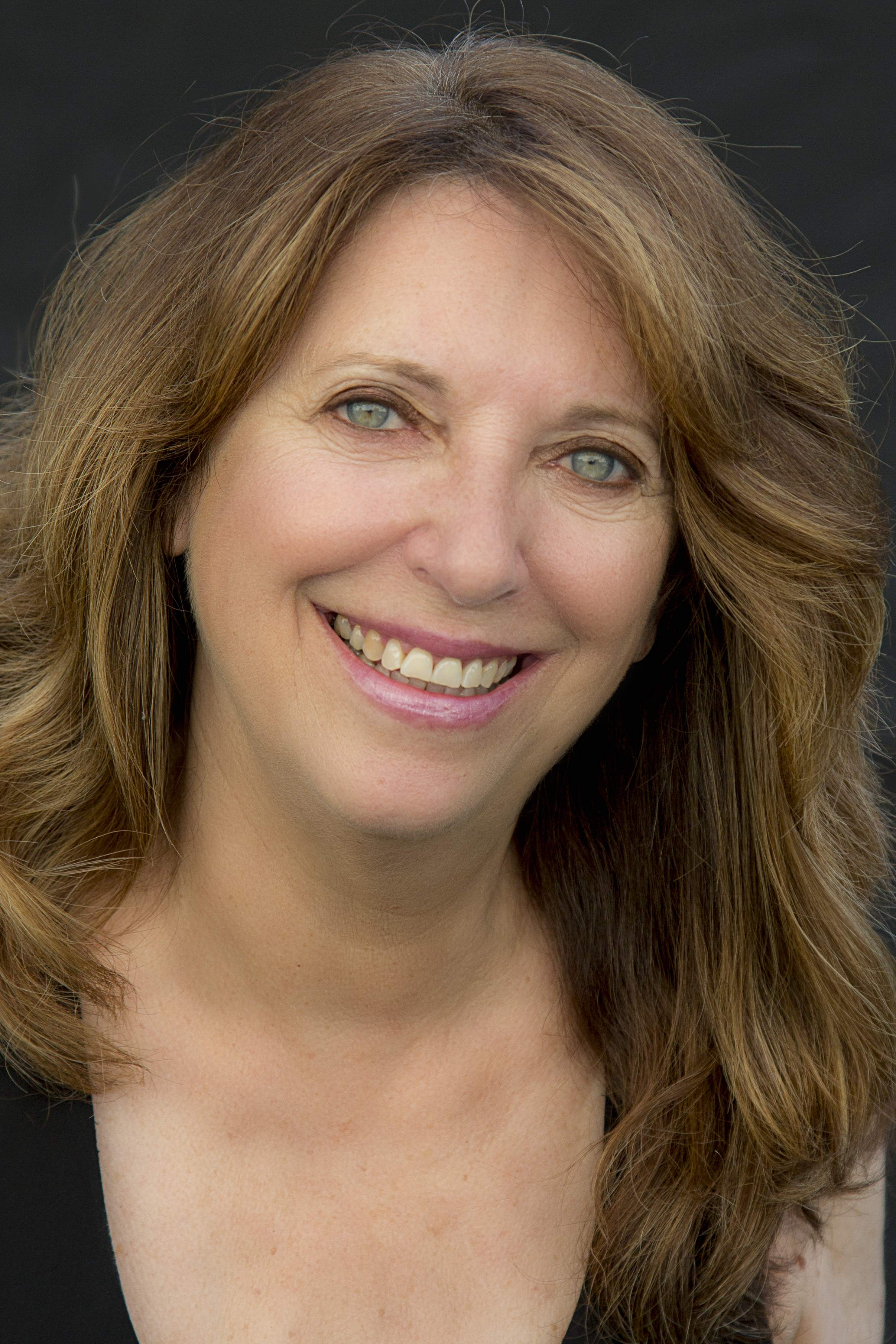
Gaylen Ross, 2015

Gaylen Ross (* 15. August 1950 als Gail Sue Rosenblum in Indianapolis, Indiana) ist eine US-amerikanische Filmproduzentin und Filmregisseurin für Dokumentarfilme und ehemalige Schauspielerin.

## Leben und Karriere
Ross wurde 1950 in Indianapolis, Indiana geboren und wuchs in einer jüdischen Familie auf.
Ihre Karriere begann als Schauspielerin in dem Horrorfilm Zombie als Francine von Regisseur George A. Romero. Sie fälschte ihren Lebenslauf, da sie der Meinung war, nur so die Rolle der Francine bekommen zu können; sie hatte in Wirklichkeit noch keine Berufserfahrung als Schauspielerin und nahm während der Dreharbeiten Schauspielunterricht. In dem Film selbst wollte sie nicht als Scream-Queen gelten und sah in ihrer Rolle eine starke Frau und verweigerte die Regieanweisungen, bei Gefahr zu schreien. Für die Fortsetzung Zombie 2 (1985) war sie in New York für das Casting verantwortlich. 1982 stand sie für den Horrorfilm Madman als Betsy, unter dem Pseudonym Alexis Dubin, vor der Kamera. Im gleichen Jahr spielte sie in dem indizierten Episodenfilm Creepshow, von Regisseur George A. Romeo der einen Comic von Stephen King verfilmte, mit. Des Weiteren hatte sie zwei Cameo-Auftritte in der Fernsehserie Walker, Texas Ranger.
Gaylen Ross arbeitete ab 1989 als Regisseurin für Dokumentarfilme und war zum Teil auch als Produzentin verantwortlich. Im Jahr 2008 erschien ihr Dokumentarfilm Killing Kasztner, der vom Leben des ungarischen Journalisten Rudolf Kasztner in der Zeit während des Zweiten Weltkrieges handelte. Caris´ Peace wurde 2011 veröffentlicht und 2012 in Ohio auf dem Athens International Film and Video Festival als Bester Dokumentarfilm ausgezeichnet.
Ross gründete ihre eigenen Filmproduktionsgesellschaft GR Films.

## Filmografie
Regie
- 1989: Out of Solidarity (Dokumentarfernsehfilm)
- 1990: Time for Art (Dokumentarfernsehfilm)
- 1991: Investigative Reports (Fernsehserie, eine Folge)
- 1994: Not Just Las Vegas (Dokumentarfernsehfilm)
- 1995: Händler unter Händlern (Dealers Among Dealers, Dokumentarfernsehfilm)
- 1999: To Russia for Love: Mail-Order Brides (Dokumentarfernsehfilm)
- 2003: Listen to Her Heart: The Life and Music of Laurie Beechman (Dokumentarfilm)
- 2008: Killing Kasztner (Dokumentarfilm)
- 2011: Caris’ Peace (Dokumentarfilm)

Darstellerin
- 1978: Zombie (Dawn of the Dead)
- 1982: Madman
- 1982: Creepshow
- 1996–1997: Walker, Texas Ranger (Fernsehserie, zwei Folgen)